# Календарные мифы
Календарные мифы — мифы, символически воспроизводящие природные циклы; связаны с циклом календарных обрядов, обычно с аграрной магией, которая ориентирована на регулярную смену времён года, в первую очередь весеннее возрождение растительности — куда вплетены также солярные мотивы, — и на обеспечение урожая. Наряду с космогоническими мифами играют важную роль в развитых аграрных мифологиях. Структура календарного мифа близка к композиции мифов, привязанных к ритуалам инициации или интронизации царя-жреца. Наблюдается влияние календарных мифов на некоторые героические мифы и эпические предания, а также на мифы, рассказывающие смене мировых эпох, и на эсхатологические мифы.
Календарь в качестве системы счисления времени является одним из способов, которыми мифологическое сознание осваивает природные явления. Календарь связывается с хаосом и космосом, устройством мира. Время упорядочивает «нормально» функционирующий космос, эта деятельность времени понимается как разумная, его необратимость воспринимается как божественная мощь, его невещественность — как таинственная сила созидания и разрушения. По этой причине календарь считается священным, и наблюдение за ним осуществляют жрецы.
В традициях, где имеет место развитая космогония, начальное время понимается как космогоническое. По этой причине различные ритуальные инициации, включая коронацию и новогодние ритуалы, в ряде случаев связаны с рецитацией космогонических мифов или пользуются символикой космогонического акта: так выглядит сакрализация царской власти в таких регионах, как Океания, Африка, Египет, Индия; примером является также новогодний праздник в Вавилоне. Обновление следует за возвращением к хаосу с его дальнейшим превращением в космос. Однако подлинное повторение космогонического акта здесь не отражается, повторяется собственно ритуал. Иначе обстоит ситуация с имеющими большое распространение в древних цивилизованных культурах мифах, непосредственно символизирующих природный или хозяйственный цикл – суточный, годовой, лунарный, солярный. В архаических традициях эти мифы имеются редко и не наделены большим значением.

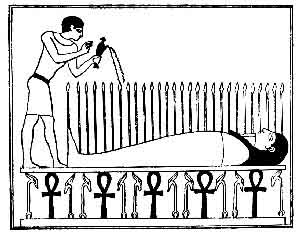
Осирис-Непра, из тела которого растет пшеница, с барельефа в Филах. Прорастающая пшеница подразумевала воскресение

Преобладающим мифом древних средиземноморских земледельческих культур является повествование, в котором символически представлена судьба духа растительности, зерна, урожая. Большое распространение имеет календарный миф, персонажем которого выступает уходящий и возвращающийся или умирающий и воскресающий герой или бог: Осирис, Таммуз, Балу, Адонис, Дионис и др. Происходит конфликт героя и хтонического демона, богини-матери или божественной сестры-жены героя, в результате чего последний исчезает, гибнет или получает физический урон. Затем герой находится матерью, сестрой, женой или сыном, которые воскрешают его, и он убивает демонического противника.
Классические календарные мифы представлены месячными, или лунарными мифами, и солярными мифами, суточными и годовыми - сезонными, а также астральными мифами. В более узком смысле календарные мифы понимаются как отражающие сезонный цикл. Мифологема суточных метаморфоз не принадлежит к календарной мифологии, поскольку наименьшой единицей календаря являются сутки. Но альтернацию дня и ночи исследователи считают элементарной семантической моделью оппозиции света и тьмы, на базе которой построены все календарные мифологемы.
Мифическая модель времени, представленная дихотомией «начальное / эмпирическое время», обладает линейным характером. Эта модель с течением времени дополняется другой, перерастая в неё — циклическую модель. Эта трансформация становится возможной благодаря ритуальному повторению событий первоначальных времён, а также календарных обрядам и развитию представлений об умирающем и воскресающем боге или герое, вечном обновлении природы, полезных злаков и др. Исполнение простых календарных обрядов наблюдается у северных австралийцев, папуасов и др.; дальнейшее их развитие происходит в рамках земледельческих культур Средиземноморья, Мезоамерики и ряда других регионов. Циклической моделью времени создаются мифологические представления, согласно которым происходит циклическая смена масштабных мировых эпох: «день Брахмы» (кальпа) и «ночь Брахмы» в индийской мифологии; гесиодовские пять «веков» с перспективой возврата «золотого века»; цикл эпох, каждую из которых оканчивает мировая катастрофа в доколумбовых американских мифологиях и др. Развитые мифологии, где вселенная понимается в качестве арены вечной борьбы космоса и хаоса, помимо образа начального мифического времени порождают эсхатологический образ гибели мира: Рагнарёк скандинавской мифологии, эсхатология манихейства и др. За гибелью мира согласно многим мифологиям должно произойти его циклическое обновление. Однако в ряде мифологий мир гибнет окончательно.
Специфичные для древних аграрных цивилизованных культур календарные мифы в качестве моделей сюжета и образов широко используются в эпосе этих культур. Календарная мифология является основой для календарная словесность, включая загадки, пословицы, гороскопы и пророчества, поэмы, такие как «Труды и дни» Гесиода и «Фаст» Овидия, и далее - альманахи и сборники, включая «Круг чтения» Льва Толстого. Календарная мифология представлена в изобразительном искусстве в качестве аллегорий месяцев и сезонов, символов и персонификаций периодов времени и их атрибутов, числовой ритмики орнаментов и культовх предметов, например, семисвечник, и др. Имеет распространение календарная символика цвета - в цивилизациях Месоамерики и регионах, в которых используется китайский 60-летний цикл. Календарные постройки представлены ритуальными сезонными сооружениями, например, майское дерево или новогодняя ель; примером календарной скульптуры является снеговик.